# 비디오 게임 프로그래밍
게임 프로그래밍(game programming)은 게임 개발의 부분 집합으로, 비디오 게임의 소프트웨어 개발을 일컫는다. 게임 프로그래밍에는 소프트웨어 공학 분야의 상당한 스킬, 그리고 게임을 만들기 위해 상당 부분 겹치는 다음의 분야들 가운데 하나 이상에 전문적이어야 한다: 시뮬레이션, 컴퓨터 그래픽스, 인공지능, 물리학, 오디오 프로그래밍, 입력. MMOG의 경우 네트워크 프로그래밍과 데이터베이스 프로그래밍과 같은 추가 분야들이 포함되기도 한다. 전문 게임 프로그래머들에 의해 참여되고 있으나 수많은 신입자들이 취미로서 게임을 프로그래밍할 수 있다.

## 도구

### 프로그래밍 언어
- 어셈블리어
- C
- C++
- 자바
- C#, 비주얼 베이직 닷넷 등
- 오브젝티브-C, 스위프트
- 루아, 파이썬, 자바스크립트, Tcl 등
- 리스프, 파스칼, 펄, 스몰토크 등

### API 및 라이브러리

#### 그래픽 API
- 벌칸
- DirectX
- GNMAX
- 메탈